# 역추진 로켓

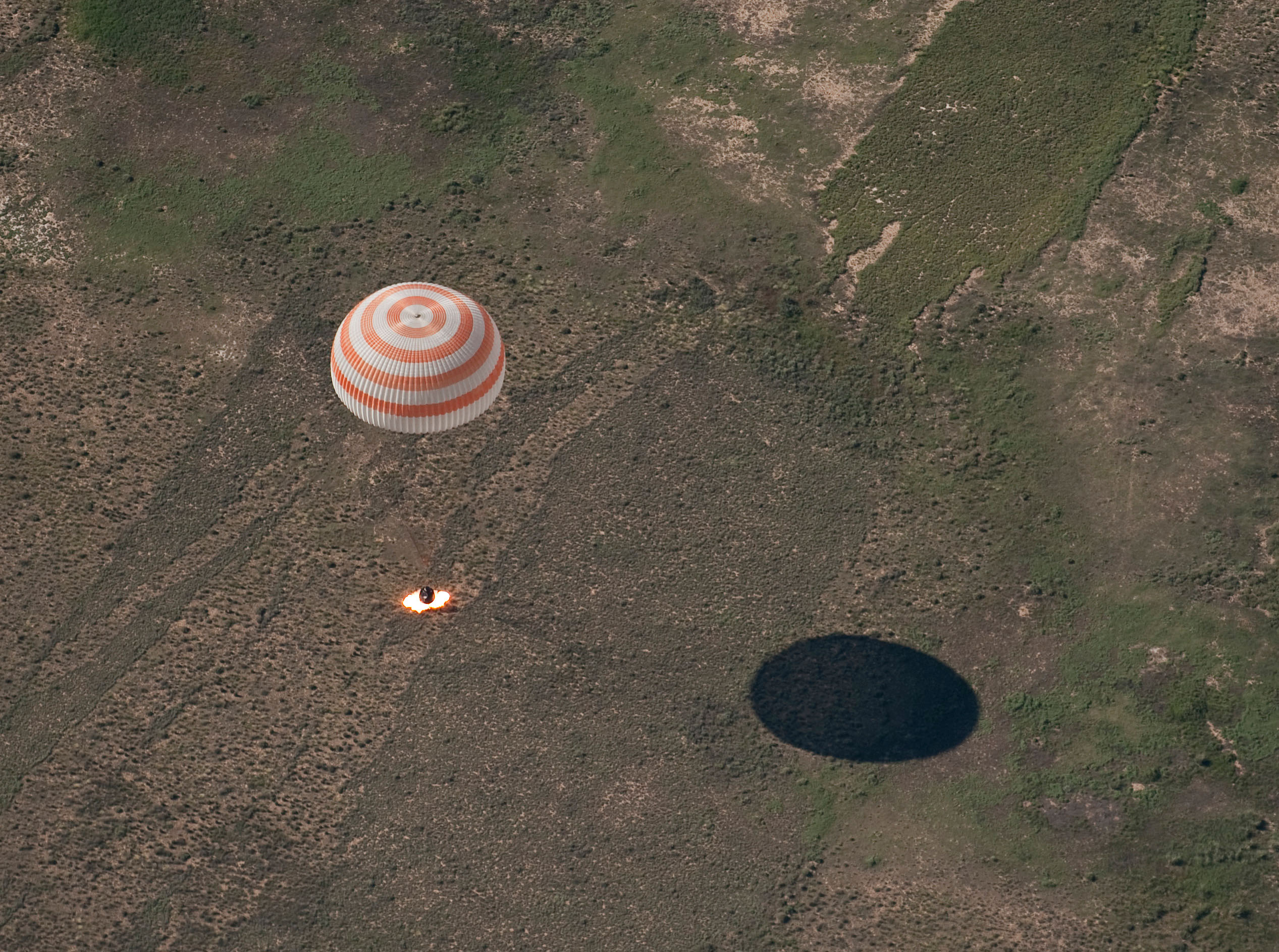
역추진 로켓을 사용하는 착륙장면

역추진 로켓(Retrorocket)은 가스가 아래로 분사되는 로켓이 아닌 가스가 위로 분사되어 하강하는 우주선의 속도를 줄이는 로켓이다.

## 역사
처음에 독일이 개발했으며, 탄두부분에 부착해서 많은 지역에서 폭발할 수 있도록 했다. 이것이 최초의 역추진 로켓이다.
또한 영국도 개발했는데, 영국 해군의 Hajile 프로젝트의 소속의 실험이었다. 당시 영국은 높은 곳에서 고속으로 무거운 물건을 떨어뜨리기 위한 방법을 개발하고 있었는데, 세계 대전이 끝난 뒤 이 프로젝트는 잊혀졌다. 그리고 쓰지도 않았는데 이 방법을 쓰기에는
폭탄의 낙하 방향이 너무 예측불가여서 폭탄 낭비였기 때문이다. 나중에, 소련이 우주선 착륙에 이 프로젝트를 성과와 연구 결과를 응용한다.

## 사용

### 궤도이탈
무인탐사:탐사선의 궤도를 이탈시키기 위해 역추진로켓을 사용할 때도 있다. 이때 역추진로켓이 궤도를 낮추면 탐사선은 서서히 목표 천체로 내려가고 대기권에서 불타거나 지표면에 추락한다. 그러나 중력 때문에 알아서 역추진로켓 없이도 그냥 천체에 추락하는 경우도 있다.
유인탐사:탐사선의 궤도를 이탈시키는 건 같고, 역추진로켓이 궤도를 낮추면 탐사선은 서서히 지구로 내려가고 지면에 착륙하기 직전에 또 역추진로켓을 분사해서 속도를 감속시킨다.

### 착륙
착륙할 때 충격을 줄이기 위해 사용한다. 분사하면 착륙선은 위로 약간 올라가서 속도가 감속되고, 착륙시 충격량을 줄여준다.